# 努克體育場
努克體育場（英語：Nuuk Stadium）是一座位於格陵兰努克的一個多用途場地，主要用於足球比賽，可容納2,000人。是格陵蘭努克的多用途場地，目前主要用於足球比賽，可容納2,000人。2016年7月在球場上安裝二星級人造草皮，這個二星評級是人造表面可達到的最高評級，適用於所有歐洲足協比賽。
這個體育場有時也被用作娛樂設施。2007年11月2日，蘇格蘭搖滾樂隊拿撒勒（Nazareth）在努克體育場舉行演唱會。此外，2011年4月1日，蘇茜·夸特羅（Suzi Quatro）也在這裡表演。